# Liste der Bischöfe von Grantham
Die Liste der Bischöfe von Grantham stellt die bischöflichen Titelträger der Church of England, der Diözese Lincoln, in der Province of Canterbury dar. Der Titel wurde nach der Mittelstadt Grantham, Lincolnshire benannt.
| Liste der Bischöfe von Grantham | Liste der Bischöfe von Grantham | Liste der Bischöfe von Grantham | Liste der Bischöfe von Grantham                          |
| ------------------------------- | ------------------------------- | ------------------------------- | -------------------------------------------------------- |
| Von                             | Bis                             | Name                            | Anmerkungen                                              |
| 1905                            | 1920                            | Welbore MacCarthy               |                                                          |
| 1920                            | 1930                            | John Edward Hine                | Vorher Bischof von Nyasaland, Sansibar und Nordrhodesien |
| 1930                            | 1935                            | Ernest Blackie                  | danach Bischof von Grimsby                               |
| 1935                            | 1937                            | Arthur Greaves                  | danach Bischof von Grimsby                               |
| 1937                            | 1949                            | Algernon Markham                |                                                          |
| 1949                            | 1965                            | Anthony Otter                   |                                                          |
| 1965                            | 1972                            | Ross Hook                       | danach Bischof von Bradford                              |
| 1972                            | 1987                            | Dennis Hawker                   |                                                          |
| 1987                            | 1997                            | Bill Ind                        | danach Bischof von Truro                                 |
| 1997                            | 2006                            | Alastair Redfern                | danach Bischof von Derby                                 |
| 2006                            | 2013                            | Tim Ellis                       |                                                          |
| 2013                            | 2015                            | Vakant                          | Vakant                                                   |
| 2015                            | Gegenwart                       | Nicholas Chamberlain            |                                                          |